# Galway Races
Galway Races – tygodniowy irlandzki festiwal wyścigów konnych rozpoczynający się każdego roku w ostatni poniedziałek lipca. Zawody odbywają się na hipodromie Ballybrit w Galway w Irlandii i są jedynym tego typu 7-dniowym spotkaniem zarówno w samej Irlandii jak i Wielkiej Brytanii.
W 2007 roku w festiwalu wzięła udział rekordowa liczba osób, czyli 210 000, a łączna suma zakładów wyniosła 31 000 000 euro. W tym samym czasie suma nagród osiągnęła kwotę 1 900 000 euro.
Tydzień wyścigów jest czasem wolnym od pracy w większości fabryk, zakładów a nawet i szkół w całym mieście Galway. Na festiwal zjeżdżają nie tylko miłośnicy koni czy pasjonaci zakładów, ale również cała śmietanka towarzyska Irlandii oraz gwiazdy z całego świata.

## Historia festiwalu
Pierwszy festiwal wyścigów konnych trwał dwa dni, a zaczął się we wtorek, 17 sierpnia 1869 roku. Został rozszerzony do 3 dni w roku 1959, do 4 w 1971, do 5 w 1974, do 6 w 1982 a obecną formę przybrał w 1999.

## Ladies Day
Czwartego dnia festiwalu (czwartek) obchodzony jest Ladies Day. Tego dnia panie sięgają po fantazyjne kreacje pochodzące równie często od znanych projektantów jak i z domowej pracowni. W czasie tego wydarzenia nagradzana jest najlepiej i najciekawiej ubrana osoba. Jury przechadzając się wśród tłumu, wybiera kandydatki do tytułu ‘Best Dressed Person’ zapraszając je do specjalnego namiotu głównego sponsora, a następnie ogłasza zwycięzcę. Nagrodzona jest również kobieta w najlepszym kapeluszu, który jest tego dnia nieodłącznym dodatkiem do sukni.

## Mad Hatter Day
Ostatni dzień festiwalu (niedziela) jest dniem noszenia szalonych kapeluszy. Uczestnicy (od najmłodszych, często w wózkach, po najstarszych) paradują przez cały dzień w wymyślnych nakryciach głowy. Dla przykładu można tu podać czapkę z balonów czy pustych butelek.

## Festiwale dodatkowe
Oprócz konkursu letniego, w skład Galway Races wchodzą jeszcze dwa festiwale: 3-dniowy jesienny (pierwsza połowa września) oraz 2-dniowy w październiku. Są to wydarzenia w mniejszej skali jeśli chodzi o rozrywkę, jednak często bardziej cenione przez koneserów sztuki jeździeckiej.